# اس‌ام یو-۶۵ (آلمان)
اس‌ام یو-۶۵ (آلمان) (به انگلیسی: SM U-65 (Germany)) یک زیردریایی بود که طول آن ۶۸٫۳۶ متر (۲۲۴٫۳ فوت) بود. این زیردریایی در سال ۱۹۱۶ ساخته شد.